# Mémorial de Chipka
Le mémorial de Chipka (en bulgare : Паметник на Шипка), appelé également mémorial de la Liberté est un monument érigé en 1930 au sommet du pic Nikola (Bulgarie), à proximité du col de Chipka, dans la Stara planina (chaîne des Balkans), pour honorer la mémoire des soldats morts durant les trois batailles de Chipka qui se sont déroulées durant la Guerre russo-turque de 1877-1878.

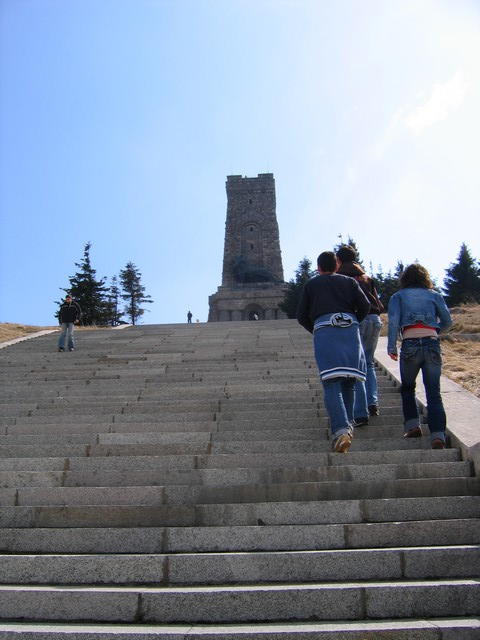
Le mémorial de Chipka
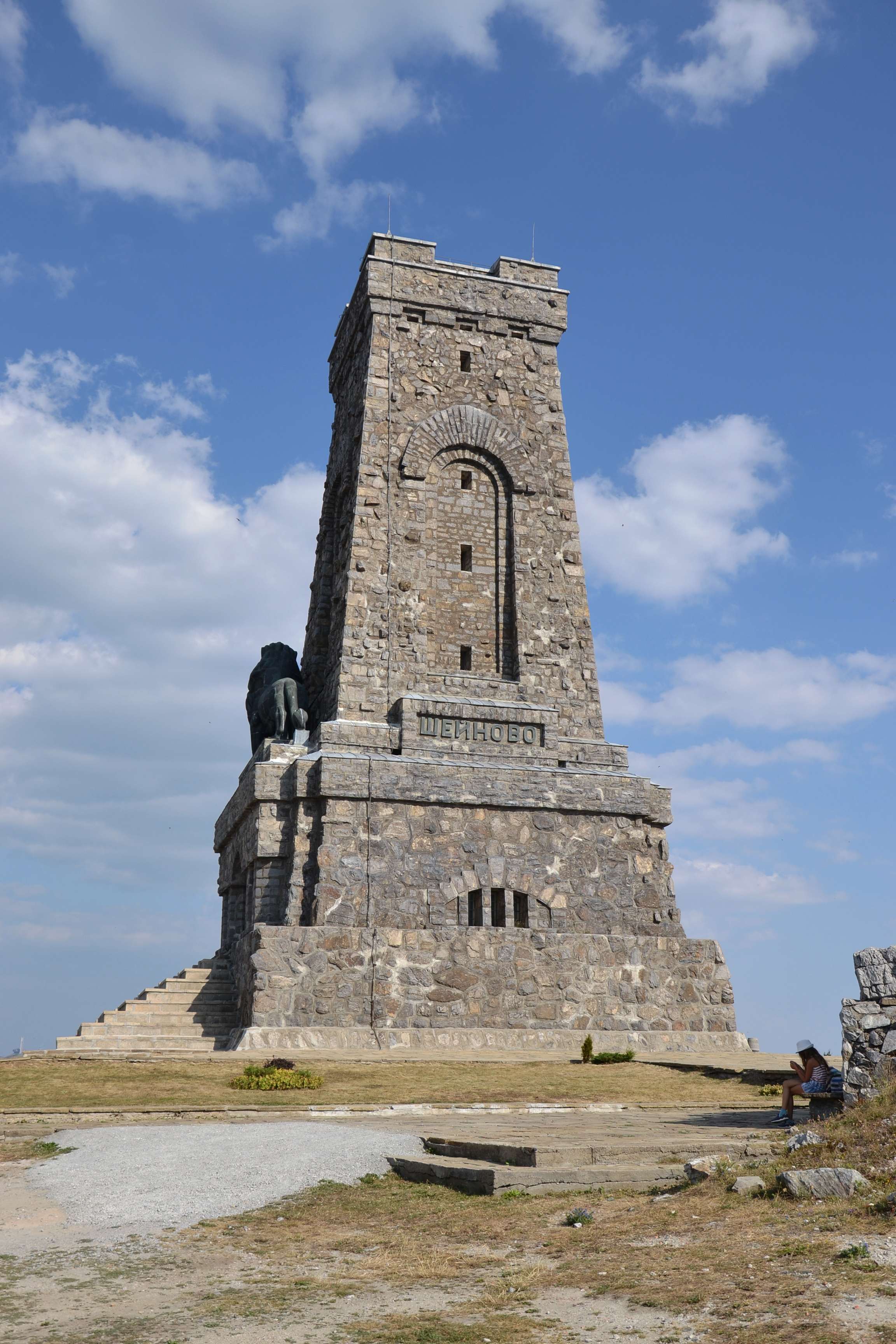
Le mémorial de Chipka
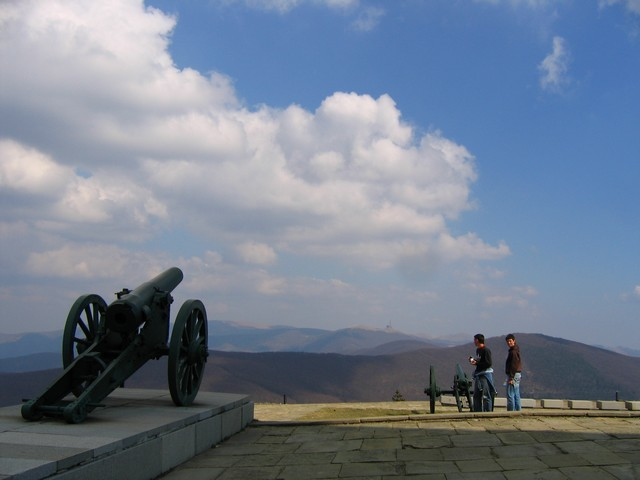
Vue depuis le mémorial de Chipka
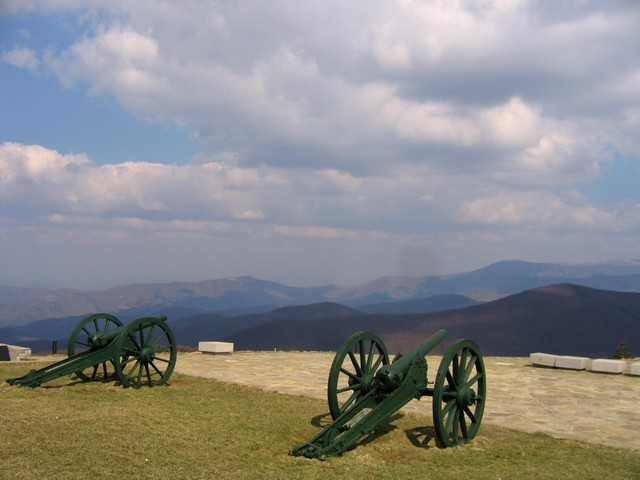
Vestiges de la bataille de Chipka